# Колонизация России
Колонизация России русскими происходила в течение всей русской истории и составляет одну из наиболее характерных её черт.
За пределами России, включая бывшие советские республики, Россия как имперского, так и советского периода, может рассматриваться в качестве колониальной державы, в имперских интересах эксплуатировавшей ресурсы национальных регионов и препятствовавшей развитию государственности и культуры местных народов. Большинство российских историков отрицает такую точку зрения, указывая на отличия России от классических «морских» колониальных империй Запада, и утверждая, что отношения между центром и регионами строились иначе, чем отношения между метрополией и колониями.

## Историография
В 1836 году Николай Гоголь сказал, что Санкт-Петербург был «чем-то похож на европейскую колонию в Америке», заметив, что иностранцев было столько же, сколько и людей коренной национальности. По словам Алексея Хомякова, русская элита была «колонией эклектичных европейцев, брошенных в страну дикарей» с «колониальными отношениями» между ними. Подобный колониальный аспект был выявлен Константином Кавелиным.
Понятие «внутренняя колонизация» (освоение окраин) в отношении России впервые ввёл Август фон Гакстгаузен в 1843 году. Ведущие российские историки XIX века Сергей Соловьев, Афанасий Щапов и Василий Ключевский — много писали на темы российской колонизации и самоколонизации. В отношении допетровских времён Соловьевым была ведена ключевая для данного вопроса тема: «…древняя русская история есть история страны, которая колонизуется». В начале XX века её повторил Ключевский, который перенес её из средневековой реалий в новую и новейшую историю. Он специально указывал, что, к примеру, переселение крестьян по Транссибирской магистрали было продолжением того процесса колонизации, который был начат в Средние века за Дунаем. Последователи Ключевского выделяли такие формы колонизации, как военная и монашеская экспансия. Из учеников Ключевского эта тема была продолжена Матвеем Любавским. В советское время он был сослан по «делу Платонова-Тарле» в Башкирию, в одну из прежде колонизированных Россией земель, где писал свой фундаментальный труд по истории российской колонизации. Афанасий Щапов говорил об экологическом империализме, при котором торговля пушниной и рыболовство способствовали завоеванию Сибири и Аляски. Павел Милюков отмечал жестокость процесса самоколонизации.
Во второй половине XIX века прусские, а затем германские политики начали амбициозную программу внутренней колонизации в землях Восточной Европы. Под влиянием германских историков Владимир Ленин в своей книге «Развитие капитализма в России» (1896—1899) активно использует понятие внутренней колонизации применительно к разным областям Российской империи — от сибирских земель и Кавказа до его родного Поволжья. Результатом внутреннего колониализма Ленин считал слабое развитие территории России.
После революции в России и с началом деколонизации стран третьего мира понятие внутренней колонизации на некоторое время выходит из употребления. Однако в 1951 году, Ханна Арендт вводит понятие «эффекта бумеранга», с помощью которого имперские государства переносили практики принуждения из колоний обратно в свои метрополии. За год до этого, в 1950 году, Эме Сезер формулирует подобную концепцию — «обратный удар империализма». С этого времени появляется большое число работ о внутренней колонизации Европы. Постколониальные исследования общего характера, как правило, игнорируют историю России. Марк Басин отметил сходство российского самоколониализма и колонизации американского Дикого Запада.
В 2001 году Дэвид Чайони Мур (англ. David Chioni Moore) формулирует проблему применимости категорий постколониальных исследований к постсоветскому контексту. На этот вопрос откликнулись исследователи из стран Восточной Европы, расширившие обсуждаемый в статье Мура временной промежуток за счёт более раннего периода. В рамках постколониальных исследований обсуждались факты и обстоятельства имперского правления в землях Восточной Европы, как царской России, так и Пруссии, Габсбургской и Османской империй, а также Польши и Литвы, которая в отдельные периоды рассматривается как имперское пространство.
С начала 1990-х годов категории постколониальных исследований для описания восточноевропейских явлений всё более активно использует украинистика, а с конца того же десятилетия — исследования других постсоветских и постсоциалистических стран. В 2000-е годы обращают на себя внимание националистические или, во всяком случае, культурно-эссенциалистские толкования постколониальных подходов. В некоторых случаях российскую государственность трактуют как неизбежно империалистическую, всегда подавляющую культуры других народов и не имеющую другой перспективы. Российские радикальные националисты (например, Константин Крылов, 2006) также применяют постколониальную риторику — часто, хотя и не всегда, интерпретируя империалистический дискурс в качестве антиколониальной защиты «угнетаемого русского народа».
В 2000-е годы изучение внутренней колонизации как типологического явления и внутренней колонизации России в качестве «модельного» сюжета становится самостоятельным проблемным полем, где работают авторы, следующие разным методологиями. Это поле формируется на соединении постимперских и постколониальных исследований и, соответственно, объединяет историко-социологический подход (происходящий от «постимперского» направления), а также историко-культурный и историко-антропологический (идущие от «постколониального» направления). Изучение внутренней колонизации вписывает историю России и бывшего «второго мира» в крупный пересмотр исторических парадигм в науке последних десятилетий.
Пи этом универсалистские опыты применить категорий постколониализма к Восточной Европе и Евразии, как и культурно-националистические версии этого подхода были встречены в международной академической среде негативно. Основными причинами стали сомнения тех историков, которые другим категориям постколониализма предпочли термин «империя», а для описания явлений типа внутренней колонизации России, предлагают применять другие понятия, включая «внутренняя периферия».
По определению Александра Эткинда, Дирка Уффельманна и Ильи Кукулина внутренняя колонизация представляет собой применение практик колониального управления внутри государства. По их мнению, формируется особый тип отношений между государством и подданными, при котором государство относится к своему населению как к покорённому в ходе завоевания, а к своей территории как к захваченной и по этой причине требующей заселения из одного центра. Такой тип господства использовали многие империи, но особенно он характерен для России. В культурном, социальном и экономическом отношениях Российская империя развивалась «снаружи внутрь». Ключевский писал, что «В России центр на периферии». Центры империи были расположены на географической окраине, оттуда цивилизация распространялась не только за пределы государства, но и на срединные земли страны. Ряд современных исследователей (А. Эткинд, Д. Уффельман) рассматривают идейно-ментальную сторону внутренней колонизации в России как антагонизм имперского центра и периферии, где центр воспринимает периферию как «природную» и дикую, нуждающуюся в окультуривании и цивилизаторском преобразовании. Октябрьская революция рассматривается как попытка преодоления противоречий внутренней колонизации.
Критики этого подхода (Виталий Чернецкий, 2007; Тамара Гундорова, 2011) писали, что любые проявления «российско-имперского нарциссизма» неприемлемы, поскольку, по их мнению, заставляют забыть о жертвах внешнего колониализма России. В ответ Эткинд, Уффельманн и Кукулин утверждают, чтобы уделяют внимание и внутренней, и внешней колонизации.

## Средние века
С распадом Киевской Руси и особенно после монгольского нашествия на Русь в XIII веке начали складываться новые этнические связи. Ядро русских составило население, которое в XIV—XVI веках объединило Великое княжество Московское. Центром его земель было Волго-Окское междуречье, которое с IX века заселяли восточные славяне, двигавшиеся тремя потоками: новгородские словене с северо-западных земель, смоленские кривичи с запада и вятичи с юго-запада. Эта особенность заселение служит объяснением пограничного положения данной территории между северно-, южно- и западнорусскими областями. При расселении на этих землях славяне ассимилировали местное финно-угорское население (меря, мурома, мещера) и балтское (голядь).
К началу XVI века в состав Московского государства были интегрированы земли Северо-Западной Руси, Заволжье и Приуралье. Последующее расширение Русского государства сопровождалось борьбой этой политической силы с татарскими ханствами. Эти процессы привели к окончательному сложению русской этнической территории и русских историко-культурных и диалектных областей. Русская колонизация в XIV—XVI веках была направлена из центра на территории Европейского Севера, ещё в XII—XIII веках бывшие объектом новгородской и ростовской колонизации). В XVI—XVII веках русские колонизировали Вятский и Камско-Печорский край, чернозёмные регионы, которые опустели после татарского нашествия («Дикое поле»), лесостепные и степные земли в Среднем и Нижнем Поволжье, на Дону и в Приазовье. Выходцы из Поморья осваивали Сибирь.

## Российская империя
В XVIII веке русские проникли на территории Южного Урала и Северного Кавказа. В XVIII—XIX веках и особенно после реформ 1860-х годов в Сибирь пошли новые потоки русских поселенцев, преимущественно из центральных и южных районов Европейской России. К концу XIX столетия русское население появилось в Средней Азии. Миграции из регионов Центральной России на окраины государства особенно усиливаются в советский период.
Российское государственное устройство почти не различало «внешних» и «внутренних» земель. Отмечается неопределённость границ, изменчивость критериев, что составляло особенности, отличавшие Российскую империю от её друзей и врагов, с которыми она себя постоянно сравнивала, опыт которых перенимала, старалась их превзойти и опровергнуть. Эти особенности устройства отражал императорский титул. Полный императорский титул, достигший финальной формы в начале XX века, включает наименования, которые более разнообразны и контрастны, чем в других аналогичных титулах. Характерной особенностью названий многих российских имперских владений в этом титуле является географическая удалённость, культурная гетерогенность и экзотичность. Это текст, барочный по своей поэтике. Принципы включения земель в титул неясны или произвольны. В один разряд попали территории, колониальное освоение которых разделяли многие столетия: географически далёкие или культурно чуждые даны в одном перечне с древними, близкими и столичными владениями. Таким образом имперский суверенитет над разными территориями описывался как единый и неделимый.
Одни авторы сравнивают русское покорение Сибири, происходившее в XVI—XVII веках, включая разгром Сибирского ханства и включение в состав России коренных народов с европейской колонизацией Америки, утверждая, что имели место аналогичные негативные последствия для коренных жителей. Отмечается убийство представителей коренных племён, в том числе дауров, коряков, ительменов, манси и чукчей. Другие исследователи, однако, считают, что заселение Сибири отличалось от европейской колонизации тем, что не приводило к депопуляции коренного населения, а также обеспечивало местному населению доходы от взаимодействия с русскими и интегрировало коренные народы в общество русских поселенцев.
«Классическая» в европейском смысле и в целом вполне «заморская» колония России — Аляска и Алеутские острова. Российскими чиновниками эти территории контролировались не напрямую, а посредством Российско-американской компании, как управляли колониями Британии, Голландии и др. Аляска также стала единственной российской колонией, от которой без принуждения освободилась. Однако к этим владениям не применимы представления об экономической эксплуатации и ограничении политических прав жителей колоний по сравнению с населением метрополий, что было характерно для Британии и других классических империй. В некоторых случаях права жителей окраин России жёстко ограничивались, тогда как в других случаях это колонизированное, но не знавшее крепостной зависимости население обладало большей личной свободой, чем крестьяне внутренних российских земель. Историк Александр Эткинд описывает феномен «обратного градиента», когда люди, живущие вблизи центра Российской империи, испытывали большее угнетение, чем те, кто находился на окраинах.
Для классического колониализма характерным было положение, при котором культурные различия между метрополией и колонией опирались на явные, по мнению колонизаторов, расовые, этнические и лингвистические признаки. Конструируемые различия и создаваемая дистанция между субъектами и объектами колонизации гарантировали, что процесс не приведёт к их нежелательной путанице. Однако в России культурная дистанция между метрополией и колониями не совпадала с этнической дистанцией между этими территориями. Географическая протяжённость и имперское стремление к централизации нивелировали этнические, лингвистические и религиозные различия, перемешивая разные группы в общем «плавильном котле». При управлении большом числом этносов империи требовалось вторично колонизировать уже собственный народ, который постепенно формировал новую идентичность. Отсутствие «очевидных» (в действительности также культурно регулируемых) различий, таких как раса, создало потребность сформировать культурные маркеры, выстраивавшие социальные иерархии. Имперская культура наложила искусственные классификации на мозаичные континуумы, включая религиозные разногласия, сословные права и географические пространства. По этой причине политическая и административная экспансия Российской империи развивалась как сложный комплекс теорий и практик, объединённых тем, что управленческие и познавательные методы, созданные морскими империями для «заморской» колонизации, применялись в целях внутренней колонизации.
Метрополии сухопутных империй не очерчивали природные, морские границы, поэтому они исторически менялись. Границы России расширялись как в доимперский, так и в имперский периоды с большой скоростью, в результате чего само отличие «внешнего» от «внутреннего» становилось текучим и неопределённым. Это различие не пытались определить имперские юристы, предпочитавшие отрицать само наличие у России колоний. Центральная власть уравнивала и смешивала внешние колонии, такие как Кавказ, и внутренние, и прежде всего земли крестьян, которые в XIX веке находились в удельном и государственном владении. Это создавало символические «сбои» культурной репрезентации России для других стран.
Жюльет Кадио (2010) писала, что вплоть до революции 1917 года в понятии «инородцы» соединялись представления о сословной, религиозной и о этнической принадлежности. Некоторые этносы социально-административная номенклатура в полном составе определяла как особые сословия. Формы культурно-политического отношения к «инородцам» описываются как в одно и то же время универсальные и локализованные. Вернейший способ обращения с «дикими» народами по представлениям того времени — взятие заложников. Администраторы называли этих заложников аманатами в разных регионах, на Аляске, на Северном Кавказе в XIX веке и в Башкирии во время Пугачёвского восстания. Однако конкретные формы обращения с «туземной» культурой существенно варьировались. В одних случаях власть брала курс на максимальную ассимиляцию этносов, например в Поволжье в отношении чувашей и мордвинов. Вторые ещё в XVI—XVII веках включаются в российские политические и религиозные элиты. Так, мордвином являлся патриарх Никон. Иногда имперскими властями применялись военно-административное, силовое управление заведомо «не поддающимися» ассимиляции народами, как было на Северном Кавказе, которые могли подвергаться репрессиям по этническому признаку. К числу таких репрессий относятся «выдавливание» северокавказских народов с занимаемых ими территорий в период Кавказской войны и после её окончания, а также этнические чистки во время сталинизма. В XIX веке для управления этими землями могли применять административные и политические принципы, аналогичные методам управления, используемым в колониях европейских держав. В некоторых случаях власти на протяжении десятилетий не могли определить цели политики в отношении народов, которые «достались» им вместе с территорией, например в отношении народов Крайнего Севера — алеутов, чукчей и др., о чём писал этнограф Юрий Слёзкин.
Местные и центральные военные и административные власти устанавливали отношения с местными сообществами разными способами, от экономических преференций до массовых уничтожений, в результате которого был уничтожен ряд народов Сибири и Кавказа; от абсорбции местных элит до политики апартеида (режим «еврейской черты оседлости»); от миссионерской деятельности среди «иноверцев» — как «инородцев», так и этнических русских «раскольников и сектантов» — до погромов, депортаций, обмена населением с соседними государствами. Власть не смогла интегрировать исламское население географически внутренней области — Поволжья; субсидировать (посредством залоговых и других механизмов) огромные помещичьи земли, которые не давали прибыли в условиях принудительного труда; создать жизнеспособные институты, способные заменить помещичий контроль в русской деревне после отмены крепостного права. Как институт внутренней колонизации Эткинд рассматривает крестьянскую общину. В ряде случаев попытки ассимилировать этнические меньшинства угрожали необходимостью введения такого определения русскости, которому не могли бы соответствовать сами русские, или возвышением инородцев над русскими.

### Белорусы и украинцы

Восточнославянские языки в Российской империи по переписи 1897 года.

Внутреннюю колонизацию великорусских земель сопровождало искусственное производство культурных различий, требуемых для дисциплинирования и эксплуатации подчинённых группы населения. При этом белорусов и украинцев власть рассматривала не как инородцев, а как русских, а их языки считали диалектами великорусского наречия. Националистически настроенные представители украинской и белорусской интеллигенции боролись за признание своих групп отдельными этносами. В данном случае управление включало парадоксальную инверсию культурных и социальных различий: в рамках официального имперского дискурса и особенно в литературных произведениях, написанных с имперской позиции, этнокультурные различия между восточнославянскими народами отрицались или минимизировались, тогда как сословные различия сельских, городских и «благородных» людей описывались как глубинные, приближенные по своему характеру к расовым.
Наиболее ярким примером неразграничения внешнего и внутреннего, «исконного» и экзотического в истории России исследователи называют историю управления Украиной и её культурного восприятия. С конца XVII века московские, а позднее и петербургские власти использовали идеологию, разработанную в «Синопсисе» архимандрита Иннокентия (Гизеля), утверждавшем о единстве русского и украинского народов. К концу XVIII века были упраздняются почти все следы прежней автономии Гетманщины. Как в геополитическом, и во внутриполитическом плане Малороссийское генерал-губернаторство всё больше становилось из оспариваемой окраины между Речью Посполитой, Османской империей и Россией внутренней частью Российской империи, во многих отношениях частью имперского ядра, откуда шли материальные и людские ресурсы, используемые для освоения новых территорий и управления империей в целом. Однако ещё в XIX и даже в начале XX века художественная литература представляет Украину как экзотическую страну, принципиально отличную от «центральной» России. Если на политическом уровне происходила гомогенизация империи, то на культурном шла экзотизация Украины, представляемой как пространство, где предки жителей Москвы и Петербурга исповедовали древние, уже забытые таинственные языческие обряды. Лишь в описаниях Киева, значимым компонентом оказывалось его восприятие как «обычного» имперского провинциального города. Не только в русской, но в результате во многом и в само́й украинской культуре вплоть до современности представляется как место смешения и затруднённого различения «своего» и «чужого» и, таким образом, сохраняя «пограничное» положение, которого она после ликвидации автономии Гетманщины не имела в политическом плане. О двойственности самосознания украинских элит конца XVIII века писала, в частности, Тамара Гундорова (2006). Отмечается взаимопереход представлений о внешней и внутренней колонизации в культуре империи, в том числе в украинском и «казачьем» контексте.

### Теории колонизации
В теориях, которые анализируют опыт «классических» европейских империй, внутреннюю колонизацию обычно считают вторичной или второстепенной в сравнении с внешней, «заморской». Внутренняя колонизация часто рассматривается не как таковая, в качестве составной части процессов становления современных наций. В ряде случаев внутренняя колонизация имеет своим направлением уменьшение внутренних культурных различий и «стирание» культурных и социальных границ. В результате этого процесса всё большее число социальных групп отождествляют себя с «воображаемым сообществом», изначально имеющем смысл только для культурных и политических элит. В континентальных империях процесс происходил иначе: имперские администрации, хотя и не всегда последовательно, поддерживали культурные различия, которые позволяли им управлять этнически разнообразными территориями. В России ситуация существенно отличалась: одной из важнейших административных практик этой державы было взаимное обращение социальных и культурных различий, определение этносов по аналогии с сословиями и атрибуция сословиям черт субэтносов. С этой практикой имела тесную связь внутренняя колонизация, когда власти не желали различать разные типы колоний: исторически недавно включённые территории описывали как «исконные», а на землях исторического ядра, выделялись экзотические социальные группы: старообрядцы, скопцы и др.
Представление российских имперских властей о том, каким должно быть совмещение национального и наднационального, также не единожды менялось в процессе развития русской монархии, о чём свидетельствуют официальные политические программы отдельных царствований и сами практики управления. В XVIII веке в этих представлениях преобладало «имперское» начало, а в XIX веке, начиная с разработки теории «официальной народности» Сергея Уварова в начале 1830-х годов, — «национальное» начало. Уваров пытался увязать способность быть русским с лояльностью императору. Согласно А. Л. Зорину, Уваров в своей программе фактически определяет «народность» через православие и самодержавие. В результате порождённые внутренней колонизацией представления о том, кем и как управляет имперская власть, существенно повлияли на становление и развитие в России национализма — как национализма нерусских этносов, так и русского.
Русские писатели не стремились стать теоретиками колонизации, однако много писали о колониальных территориях и стремились анализировать сознание покорителей и подчинённых. К числу хрестоматийных произведений принадлежат южные поэмы Пушкина, его же «Путешествие в Арзрум», «Герой нашего времени» и «Валерик» Михаила Лермонтова, «Кавказский пленник» и «Хаджи-Мурат» Льва Толстого, «Смерть Вазир-Мухтара» Юрия Тынянова, «Джан» и «Песчаная учительница» Андрея Платонова, «Уроки Армении» Андрея Битова и др. Уже в 1830-е годы русская проза второго ряда, в первую очередь публикации в журнале «Библиотека для чтения») демонстрировала богатство ориенталистско-колониальными сюжетами, включая «кавказские», «калмыцкие» и др. Популярными сюжетами здесь были любовные отношения и брак колонизатора-мужчины с колониальной женщиной или колониального мужчины с дочерью колонизатора. Значительная часть ориенталистики была «вытеснена» из русской литературы в ходе сознания литературного канона — либо не была опознана как ориенталистская литература. Так произошло, например, с «Героем нашего времени». Канон был сформирован критиками от Белинского до Страхова или, при учёте иностранцев, до Э.-М. де Вогюэ, автора книги «Русский роман», а отношения между Западом и Востоком наделялись существенно меньшим значением для русской критики и публицистики, нежели взаимоотношения государства и народа. По причине самореференциальности внутренней колонизации противополагание в русской культуре государства и народа эффективно замещало оппозицию Запада и Востока. Самореференциальность внутренней колонизации определяла её непоследовательность, путаность, незавершимость, которую западные наблюдатели в духе того же ориентализма объясняли российскими национальными особенностями, культурой или характером.
Отмена крепостного права в 1861 году рассматривается как акт деколонизации. Однако внутренняя колонизация и после этой реформы осталась основной составляющей российской имперской практики, хотя и изменила форму и типы репрезентации. Историк Ричард Уортман демонстрировал, как в разговорах и переписке с великим князем Александром Александровичем, будущим царём Александром III, Константин Победоносцев создаёт парадоксальную риторическую конструкцию: русские как народ склонны к «лени и лжи» и поэтому нуждаются в «сильной руке», в управлении жёстким, суровым государем — и в то же время абсолютистская власть способна совершать чудеса, если работает в единстве с народом. Репрезентация монарха в качестве завоевателя в «сценарии» царствования Александра III меняется: теперь это покорение страны представляли делом, осуществляемым самими же русскими — точнее, армией, которая наделяется подчёркнуто русским обликом, тогда как на «инородческих» территориях была резко усилена политика русификации. Риторическое совмещение и противопоставление власти в качестве «своего-чужого» для империи сменяется в этом случае на демонстрацию «принадлежности-непринадлежности» власти к обществу, которое понимается в этническом плане.
Практики внутренней колонизации и их культурная презентация меняются во второй половине XIX века под влиянием ряда общественных тенденций, в первую очередь национализма современного типа — демократического, антиаристократического. В качестве формы такого национализма рассматривают народничество, объединявшее в себе колонизационные и антиколонизационные принципы. Народничество стремилось к просвещению крестьян, что многие народники понимали как «цивилизаторскую миссию», и в то же время воспринимало крестьянский «народ» в его исторически сложившихся социальных и культурных формах в качестве высшей ценности. Этот антиколонизационный тезис был сформулирован Михаилом Бакуниным в его знаменитом лозунге: «Не учить народ, а учиться у народа». Вслед за русской этнографией — движением, которое существенно повлияло на представления о внутренней колонизации, — появляются эстетический модернизм и в качестве его составной части, примитивизм. В европейском модернизме широко применялись эстетизированные образы наивного или архаического искусства; в России же такое восприятие традиционного общества вело к оценке крестьянской культуры в качестве экзотической и пригодной для эстетизации, что повлияло на развитие многих художественных явлений, от абрамцевской школы до неонародничества символистов; позднее — от увлечения коми шаманизмом Василия Кандинского до произведений книжной графики Ивана Билибина.

## Советский период
Утверждалось, что Советский Союз практиковал колониализм, аналогичный колониализму имперских держав. По мнению Эткинда, Уффельманна и Кукулина в советских и постсоветских своих вариациях внутренняя колонизация получила заостренно политический характер. Советская версия основывалась на двух наиболее важных социально-политических инновациях, которые не предусматривал марксизм, но которые начали быстро формироваться сразу после революции. При новом режиме получили большое значение мобилизационные и репрессивно-силовые методы решения экономических и политических проблем, включая продразвёрстку, военное подавление крестьянских восстаний, коллективизацию и эксплуатацию заключённых ГУЛАГа, которую описывают как экстремальную форму внутренней колонизации. Как внутреннюю колонизацию СССР интерпретировал систему ГУЛАГа Д. Хили.
Другая инновация заключалась в совокупности пропагандистских и управленческих стратегий, по причине которой историк Терри Мартин определил СССР как «империю „положительной деятельности“» (англ. affirmative action empire), то есть империю «положительной дискриминации». Советское государство объявляло себя главным эмансипатором «малых» народов как бывшей царской империи, так и всего мира, хотя всё больше подавляло любые «самодеятельные» национальные движения. Антиколонизаторский пафос был очень выражен в риторике большевистских руководителей, а в практических действиях советской власти 1920-х годов важное место занимала позитивная дискриминация в пользу прежде «угнетавшихся» этносов. Политические элиты СССР выстроили централизованную антиколониальную деятельность и с течением времени лишили права и возможности вести такую деятельность руководство национальных движений и новых автономий.
Сходно проходило и «освобождение» крестьян: свою работу большевистская власть начала с издания ленинского Декрета о земле, но за ним очень быстро последовало введение продразвёрстки и подавление многочисленных крестьянских бунтов, а в конце 1920-х годов началась насильственная коллективизация сельского хозяйства, которая привела к катастрофическому голоду в Украине, Казахстане и южных областях европейской части России и вооружёнными восстаниями на Северном Кавказе.

## Постсоветский период
Постсоветский период в России в значительной степени может описываться как постколониальный в плане практик внутренней колонизации. Власть в той или иной форме предлагала или навязывала гражданам подобие договора, предполагавшего участие региональных представителей в политическом процессе. Однако в политической риторике и в содержании медиа в 1990-е и особенно в 2000-е годы усилились неоимперские тенденции. Кроме того, российские крестьяне были вытеснены на периферию экономической жизни и общественного сознания.
Иначе постколониальное состояние представляется в сознании граждан других постсоветских стран, в том числе тех носителей русской культуры, которые рассматривают себя наследниками «внутренних колонизаторов», соглашаясь с этим наследием либо отторгая его. Эти представления встречаются с эмансипационными, иногда универсалистскими, в некоторых случаях фундаменталистскими или националистическими настроениями населения бывших союзных республик, что приводит к сложным полемикам об имперском наследии.